# Nombre auri (astronomia)
|  | No s'ha de confondre amb Secció àuria o Nombre auri. |

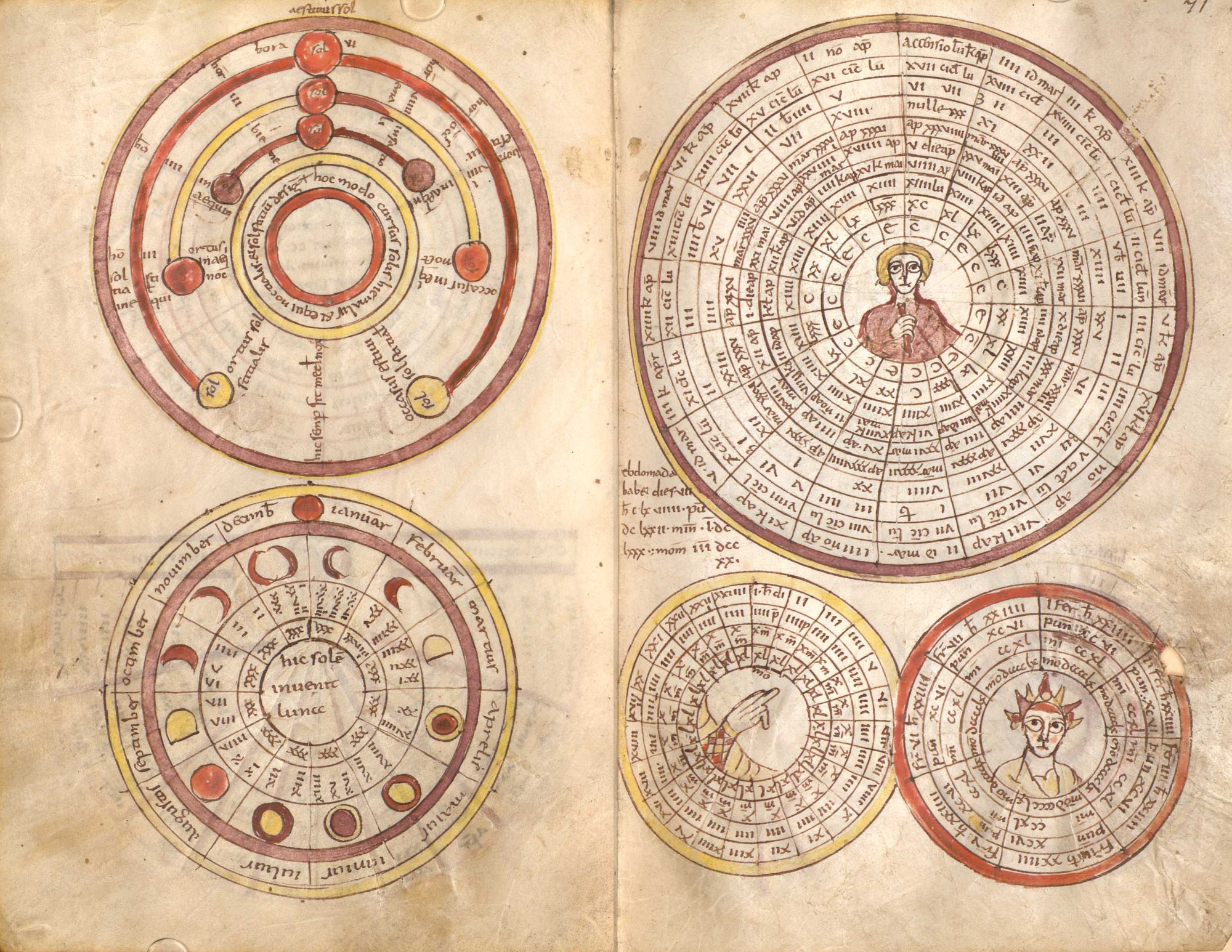
Diagrames medievals per al càlcul del Nombre auri

En astronomia, s'anomena Nombre auri o Numerus aurus segons Dionís l'Exigu, al rang que té un any determinat dins el cicle de Metó, que es repeteix cada 19 anys i permet fer coincidir (amb un parell d'hores d'error) els cicles de la lluna amb els cicles solars. Hi ha 19 Nombres auris (de l'1 al 19) i cada any té el seu Nombre auri associat. Aquest nombre auri no té cap relació amb el nombre auri (matemàtiques) o la secció àuria.
Aquest període de 19 anys o Cicle de Metó, descobert per l'astrònom grec Metó d'Atenes, va ser revelat el 453 aC als Jocs Olímpics, i els atenencs, conscients de la importància d'aquest descobriment per millorar la sincronització del temps, van gravar aquest cicle en lletres d'or al temple dedicat a Minerva. D'aquí ve la paraula Nombre d'or o Nombre auri per descriure el rang d'un any dins el cicle de Metó i, per extensió, el mateix cicle.

## Càlcul del Nombre auri
El Nombre auri es calcula de la següent manera (es tracta d'un càlcul mòdul 19):

- Es divideix l'any per 19 (per exemple, l'any 2008, 2008/19 = 105,68 que trunquem en 105);
- S'agafa el residu de la divisió anterior (105 × 19 = 1995 restat de 2008, ens queda un residu de 13 anys);
- S'hi suma 1 (13+1 = 14): el 2008 té doncs un nombre auri de 14.

Que correspon a la fórmula: any (mòdul 19) + 1
Aquesta regla serà vàlida fins que el cicle metònic de 19 anys, que és lleugerament més llarg del compte (quasi una hora i mitja), no sigui ajustat per reflectir el seu avanç, que al cap de 16 cicles (304 anys) serà de gairebé un dia, d'acord amb les observacions actuals del cicle lunar.

## Desfasament i opcions per corregir-lo
S'han proposat dues opcions per a corregir el desfasament del cicle:
- No tocar ni el cicle metònic tradicional ni el càlcul del Nombre auri en si mateix, sinó introduir un nou cicle que aporti els dies addicionals de correcció lunar que caldrà aplicar a cada grup de 16 cicles.
- Canviar la fórmula de càlcul del Nombre auri.